# Fazekas Máté (labdarúgó)
Fazekas Máté (Miskolc, 1998. május 23. –) magyar korosztályos válogatott labdarúgó.

## Pályafutása
2005-ben a Miskolci VSC csapatában kezdet meg ismerkedni a labdarúgás alapjaival, majd egy év után került a Diósgyőr akadémiájához. 2015. július 13-án aláírta élete első profi szerződését a Diósgyőrrel.

## Statisztika
| Klub             | Szezon           | Bajnokság | Bajnokság | Kupa     | Kupa  | Ligakupa | Ligakupa | Nemzetközi | Nemzetközi | Összesen | Összesen |
| Klub             | Szezon           | Mérkőzés  | Gólok     | Mérkőzés | Gólok | Mérkőzés | Gólok    | Mérkőzés   | Gólok      | Mérkőzés | Gólok    |
| ---------------- | ---------------- | --------- | --------- | -------- | ----- | -------- | -------- | ---------- | ---------- | -------- | -------- |
| Diósgyőri VTK    | 2015–16          | 0         | 0         | 0        | 0     | 0        | 0        | -          | -          | 0        | 0        |
| Összesen         | Összesen         | 0         | 0         | 0        | 0     | 0        | 0        | 0          | 0          | 0        | 0        |
| Karrier összesen | Karrier összesen | 0         | 0         | 0        | 0     | 0        | 0        | 0          | 0          | 0        | 0        |

## Magánélete
Testvére, Fazekas Péter is szintén a Diósgyőr játékosa volt, de jelenleg a Taktaharkányi SE labdarúgója. Édesapja is labdarúgó, aki megfordult az MVSC klubjában.